# Lorenzo Basso (ingegnere)
Lorenzo Basso (Genova, 22 agosto 1880 – Genova, 1940) è stato un ingegnere e architetto italiano. Si occupò in particolare di architettura religiosa, ma anche civile e urbanistica.

## Biografia

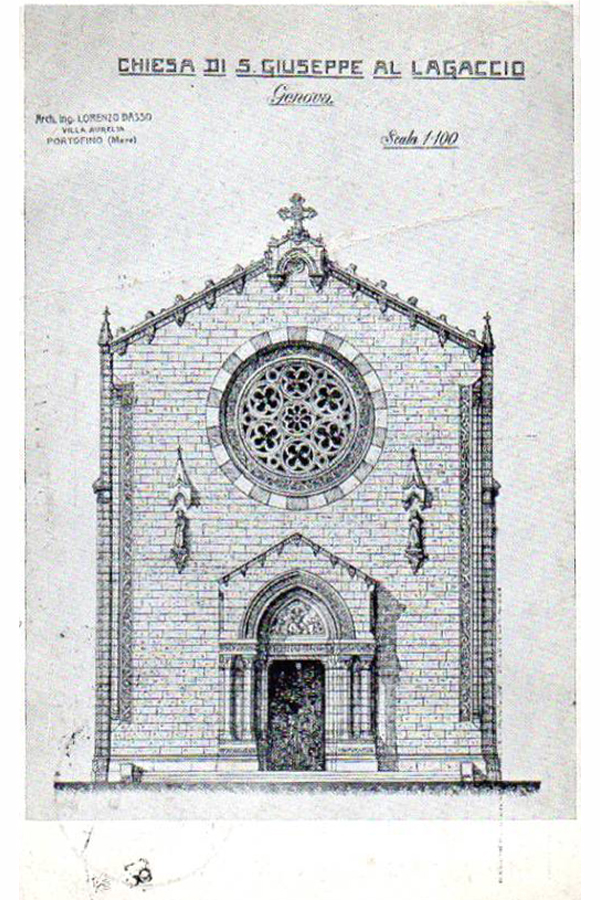
La Chiesa di San Giuseppe al Lagaccio, progetto del 1913

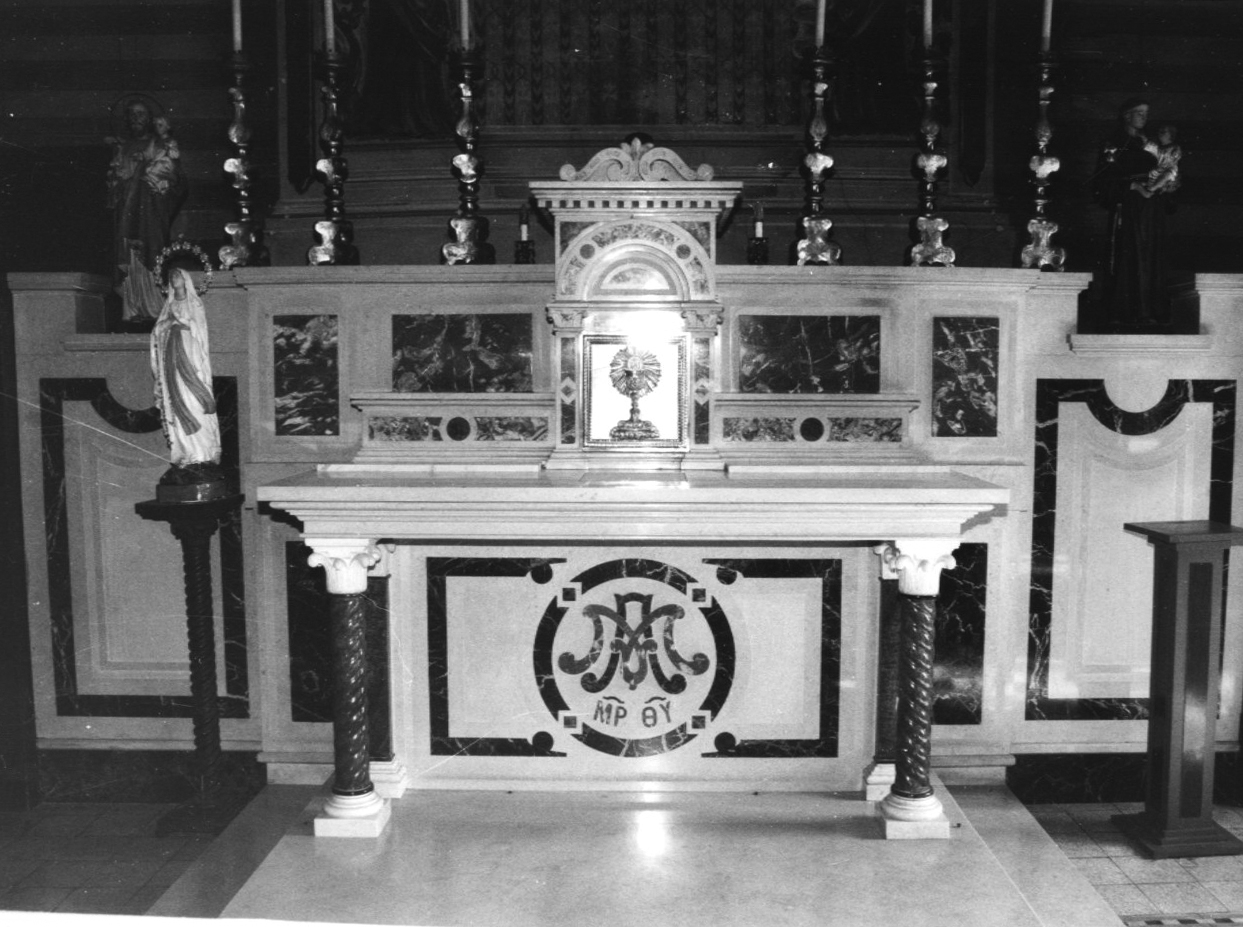
L'altare maggiore in marmo presso la cappella dell'Istituto Assarotti di Chiavari, 1930

Basso nacque a Genova nel 1880 da Gerolamo (o Girolamo) Basso. Dopo gli studi e la laurea presso il Politecnico di Torino nel 1907, ingegnere civile e dottore in architettura, tornò a Genova e prese studio nella centrale via Cesarea 8. Nella sua carriera si dedicò in particolare alla progettazione di edifici religiosi in varie aree d'Italia. Fu anche capitano del Genio.
Fra i santuari e le chiese che progettò o restaurò vi sono: la Chiesa di San Giuseppe al Lagaccio nel centro di Genova, la Chiesa del Sacro Cuore di Ancona, il Santuario di San Pancrazio di Pianezza, la Chiesa di San Giovanni Battista della Spezia, il Santuario della Madonna di Guadalupe, la Chiesa di San Rocco di Vernazza, la Chiesa di Sant'Ambrogio di Bargagli.
Per la chiesa nel capoluogo ligure, in particolare, costruita dal 1913 su un terreno di 600mq donato dalla nobile marchesa Giulia Cattaneo della Volta, vedova di Gaetano Cambiaso, Basso concepì un edificio in stile neoromantico, che la stampa dell'epoca definì un «tempio di austero e bellissimo stile». Il santuario dedicato alla Madonna di Guadalupe, nella Diocesi di Piacenza-Bobbio, fu invece eretto nel 1925 in stile neogotico.
Fece anche parte della Commissione diocesana d'arte sacra (con altri celebri architetti come Benvenuto Pesce Maineri), e della Commissione per la conservazione e il restauro delle Chiese ed opere d'arte.
Nel Catalogo generale dei Beni Culturali del Ministero della Cultura sono conservati anche tre suoi arredi, sempre di ambito liturgico, fra i quali una balaustra in ferro battuto in stile rinascimentale-barocco, che disegnò negli anni 1910-1913, per un compenso di 5000 lire. È presente anche l'altare maggiore marmoreo progettato per la cappella dell'Istituto Nazionale Sordomuti di Chiavari a fine anni '20, con un compenso di 8000 lire, consegnato il 27 marzo 1930.
Nel 1930 prese parte alla Mostra del concorso nazionale per la Cattedrale della Spezia.
Nella sua carriera si occupò anche di significative opere urbanistiche civili. Nel 1914, per esempio, il comune di Portofino gli affidò il progetto per la costruzione della strada di collegamento al porto e alla stazione ferroviaria di Santa Margherita Ligure, con uno stanziamento di fondi di 70.000 lire. Questo asse viario favorì l'affermazione turistica del comune rivierasco, sino ad allora dedito prevalentemente alla pesca. A cavallo fra gli anni Venti e Trenta fu attivo anche nella città di Lavagna, dove fu incaricato di progettare sia l'acquedotto, sia il sistema fognario cittadino. Nel 1908, inoltre, ideò una "sospensione elastica per automobili ed altri rotabili", brevettata il 23 dicembre 1908.
Risultò attivo presso il proprio studio di via Cesarea a Genova, presso Villa Aurelia a Portofino (presumibilmente durante i lavori nel comune rivierasco) e poi, dal 1933 in avanti, fra l'abitazione di via Quarnaro nel quartiere di Albaro e il predetto studio di via Cesarea. Per le sue opere fu insignito dell'onorificenza di commendatore dell'Ordine della Corona d'Italia.
Morì a Genova all'età di 60 anni.